# Сковорода

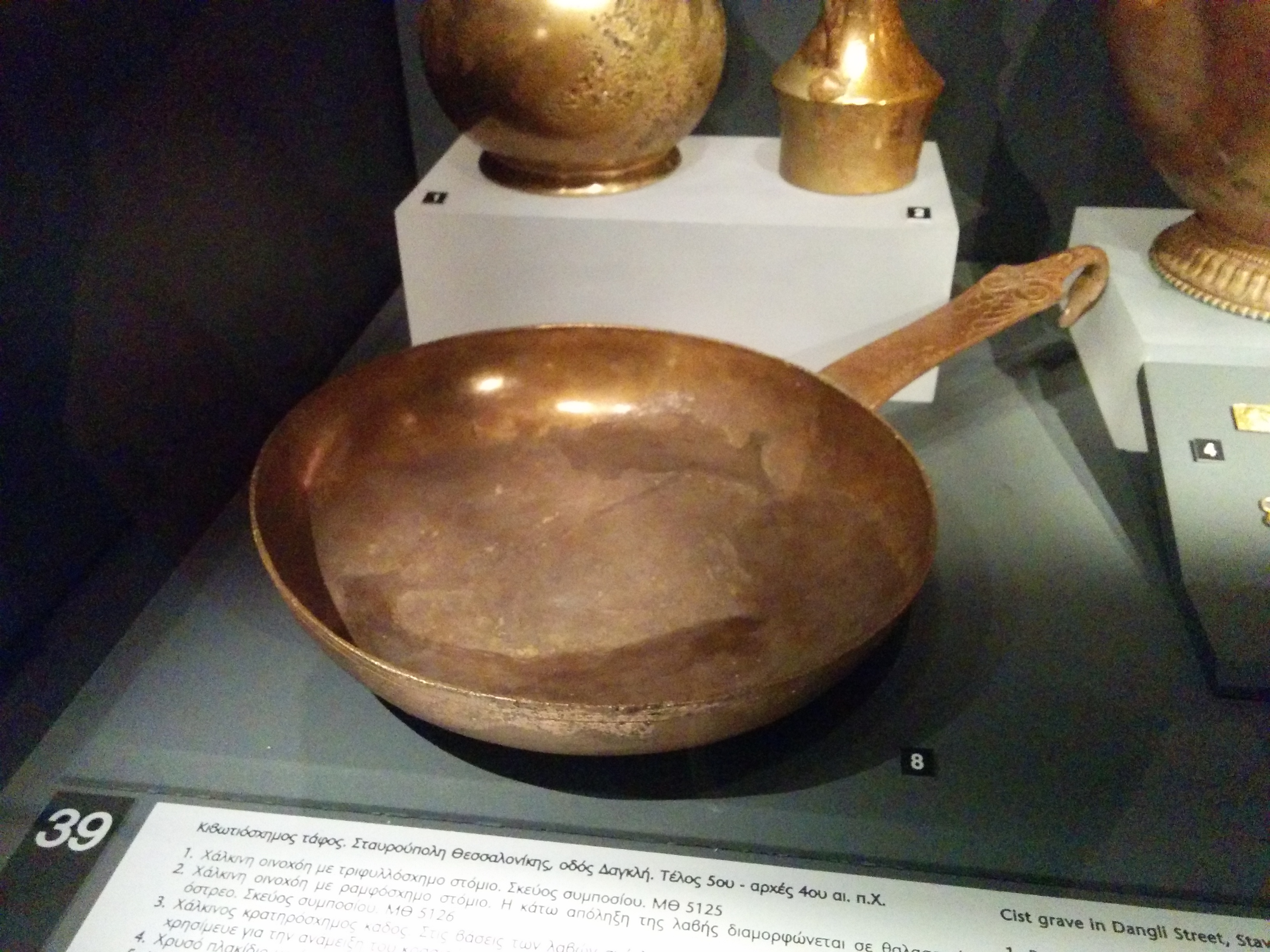
Мідна сковорода X—III століть до н. е., Археологічний музей Салонік. Ручка прикрашена квітковим різьбленням і має завершення у формі гусячої голови.

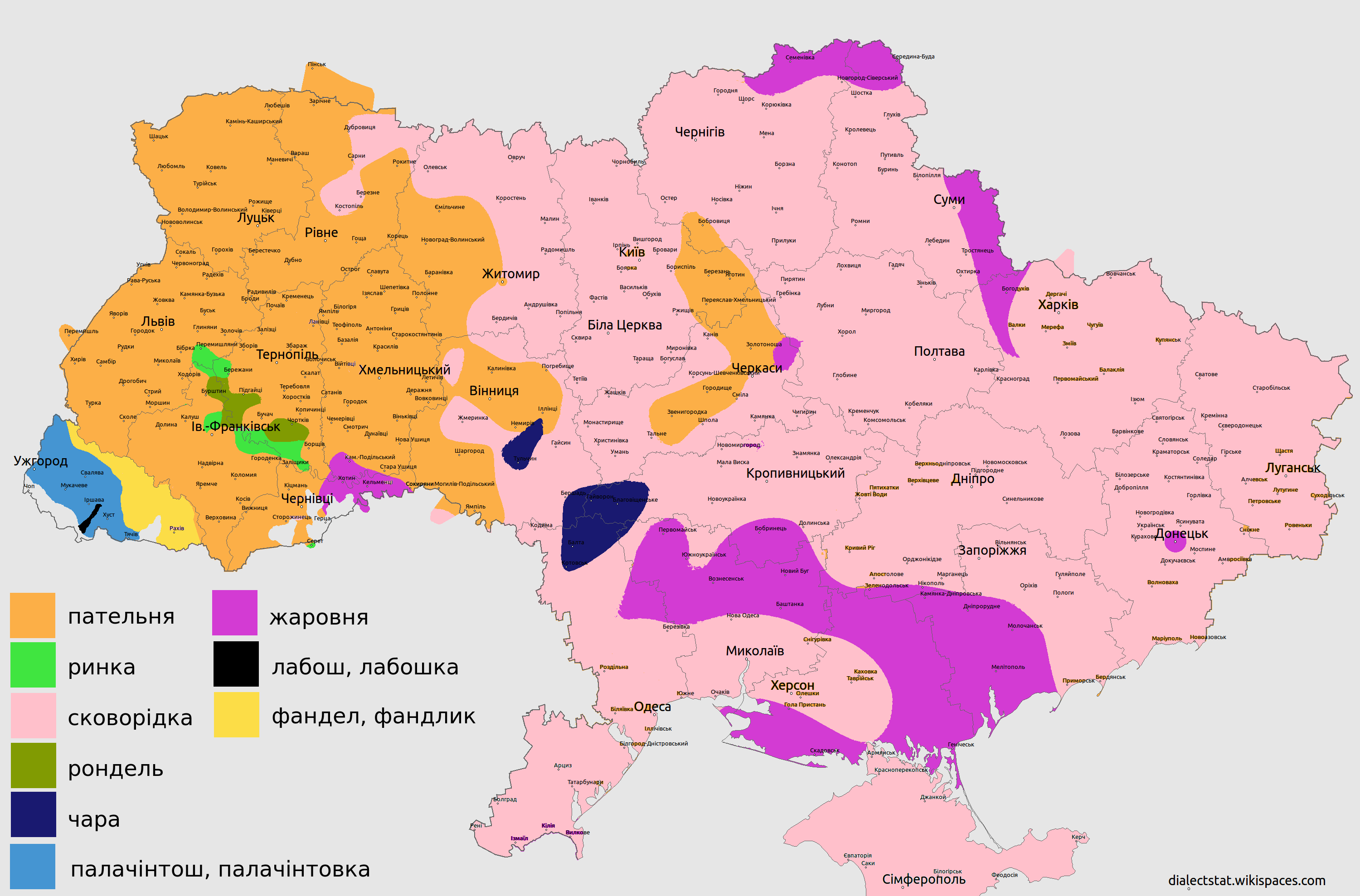
Поширення назв сковороди в Україні

Сковорода́, сковорі́дка, або пате́льня, діал. па́нва — кругла пласка кухонна посудина для смаження харчових продуктів, залізна (чавун, неіржавна сталь) або алюмінієва з невисоким круглим бортом, що утворює коло.

## Сковорода у господарстві
Сковорода може бути зроблена з різних матеріалів: чавуну, нержавкої сталі, алюмінію і навіть глини. Залежно від призначення, може мати тонке і товсте дно, високі та низькі бортики. Як правило, споряджається одною довгою ручкою, але існують сковороди з двома ручками. Ручки сучасних сковорід часто робляться знімними, що уможливлює їх використовування у духових шафах. Сковороди, призначені для смаження у печах, не мають ручок, їх ставлять у піч і виймають звідти за допомогою чаплії.
Більшим попитом на професійних кухнях та у харчовій промисловості користуються сковороди з неіржавної сталі — вони більш гігієнічні, менш забруднюються та краще відмиваються у посудомийних машинах; вони також не мають шкідливих властивостей (напр. канцерогенних) які властиві посуду з окислів алюмінію або з тефлоновим або іншим полімерним покриттям.

## Історія
Примітивною сковородою нашим предкам міг слугувати плаский камінь, на якому готувалася їжа. З розвитком гончарства з'явилися глиняні сковороди (які де-не-де існують і досі). Зараз більшість сковорід виготовляється з металу.

## Матеріали
Традиційно сковороди виготовлялись з найбільш дешевого металу — чавуну. Незважаючи на те, що чавунні сковороди популярні й сьогодні, але більшість сучасних сковорід виготовляються з таких матеріалів:
- Нержавіюча сталь
- Алюміній з емальованим покриттям
- Алюміній з тефлоновим покриттям
- Чавун
- Мідь

Сковороди з алюмінію бувають штамповані, або литі. Штамповані сковороди при високих температурах або на електричній плиті швидко деформуються. Литі сковороди рівномірно та швидко нагріваються, довго остигають, підходять для смаження та тушкування. Але алюмінієві сковороди мають такі недоліки як пригорання їжі, для запобігання цьому використовують тефлонове або керамічне покриття.
Чавунні сковороди є найбільш стійкими до деформацій, вони особливо зручні при тривалому приготуванні страв, їжа практично не пригорає. Це відбувається завдяки природним антипригарним властивостям чавуну, які з часом тільки посилюються. Але при неправильному догляді сковорода може іржавіти, їх не потрібно мити миючими засобами, замість цього їх прожарюють і споліскують водою.
Сковороди з нержавіючої сталі не схильні до іржі, не вступають ні в які хімічні реакції, що гарантує безпечну їжу, швидко нагріваються. Але їх не можна мити абразивами, також варто звернути увагу на дно, воно має бути товстим, щоб всередині такого дна знаходились алюміній і мідь або бронза і сталь, які не дозволяють сковороді деформуватися.

## Покриття

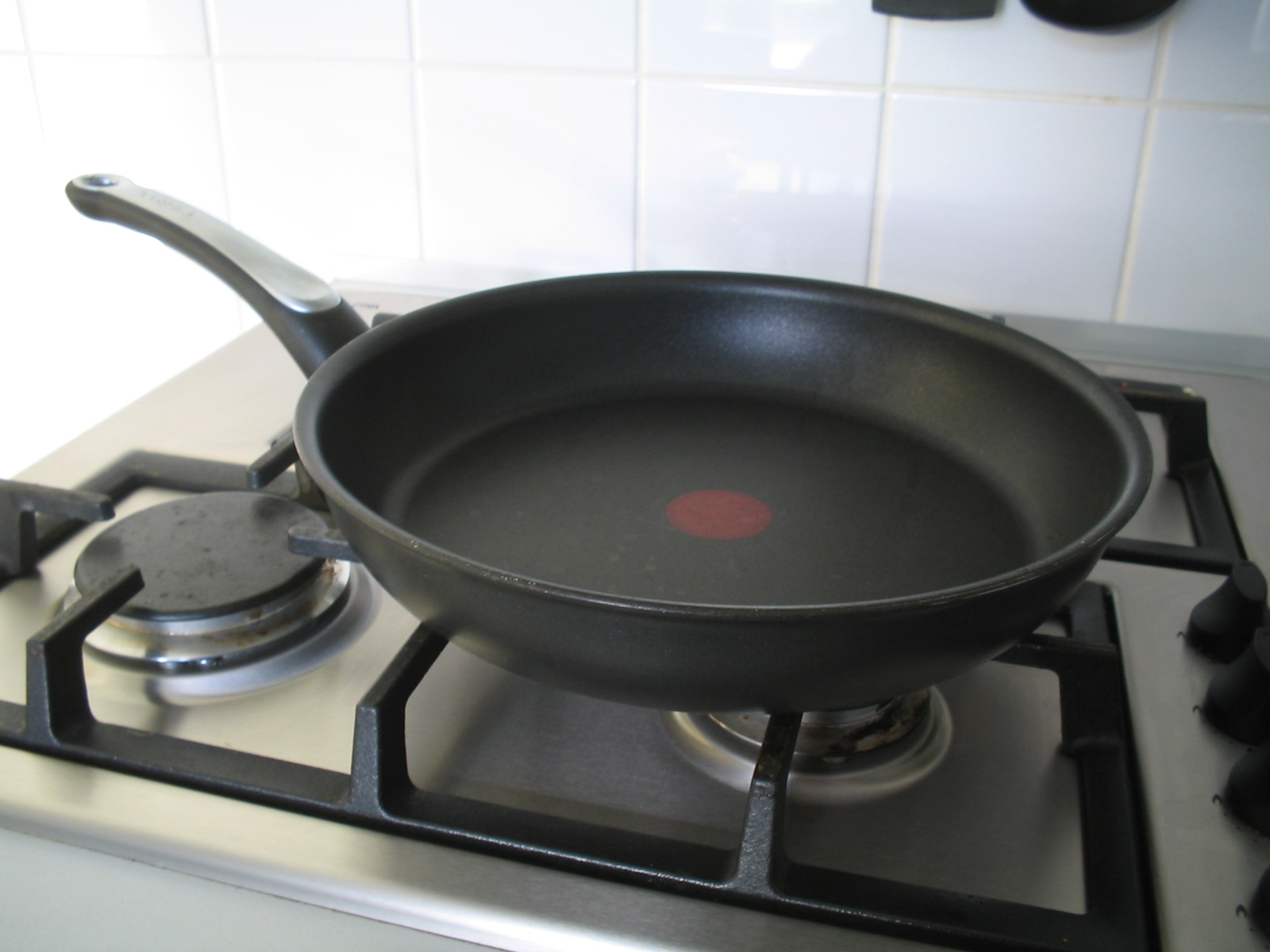
Сковорода з антипригарним покриттям

Сковорода з тефлоновим покриттям може бути алюмінієвою, чавунною, сталевою, але більшість її якостей визначає внутрішній шар-полімер політетрафторетилен («тефлон»). Перевагою цього полімеру є те, що він надзвичайно слизький, а тому на таких сковорідках нічого не підгорає і навіть не прилипає. Але тефлонову сковороду краще не нагрівати більш як до 240 °C, за таких температур тефлон починає випаровуватися, виділяючи шкідливі речовини. Такі сковорідки не можна мити з абразивними речовинами, а при готуванні не використовувати металеві лопатки, а тільки дерев'яні або силіконові. Сковороду з тефлоновим покриттям краще використовувати для розігріву їжі і швидкого обсмажування.
Сковороди з керамічним покриттям — останнє слово науки у сфері домашнього начиння. Покриттям в даному випадку виступає спеціальне зміцнене скло з антипригарними властивостями. Таке покриття додає білий або кремовий колір внутрішній поверхні і виглядає дуже красиво. Сковорода з керамічним покриттям може витримувати високі температури, для неї можна використовувати будь-які лопатки, в тому числі металеві. На них можна смажити без олії, вони легко миються. До того ж кераміка, на відміну від тефлону, безпечна. Але аби не пошкодити покриття, після приготування треба дати сковороді трохи охолонути, а вже потім мити.

## Види сковорід
- Вок — сковорода з опуклим дном невеличкого діаметра та високими бортами. Походить зі Південно-Східної Азії.
- Кеці — традиційна грузинська глиняна сковорода для випікання хліба.
- Рондель (від пол. rondel) — напівсковорода-напівкаструля.

## Сковорода як символ, образ
Завдяки борту-колу, залізна сковорода, що часто буває на вогні, грає роль сильного оберегу від нечистої сили. В одному оповіданні типу гоголівського «Вія», парубок щоб сховатися від відьом, сідає на сковороді в печі, і вони його не знайшли. На другий день «київська відьма», як відомо, сильніша від інших, його побачила, але — «не можна його, каже взяти». Ясно, що сковорода, в якій сидів парубок, відіграла роль чарівного кола.
У другому оповіданні про чоловіка, що сховався від відьми у вівтарі, сів там на камінь і прикрився сковородою, відьма звернулася на дно морське до «видючого каменя» шоб той вказав, де чоловік той сховався. Видючий камінь відповів: «Чоловік той стоїть на камені під залізним небом, якого у світі нема», і скільки відьми не шукали, того чоловіка не знайшли. Окрім «камінної гори» і «залізного неба» чоловіка того охоронило й потрійне чарівне коло, яке він зробив навкруги себе хрестом.
Завдяки своєму круглому обводові, сковорода має силу стримувати вогонь, нею накритий, як це видно з замовляння, що його проголошували коло вогню: «Помагай — Біг, Митре брате! — Здорова була, моя мати! — Не я твоя мати: твоя мати у вогні, під сковородою сквариться і пряжеться да не розширяється. І ти, Дмитре брате, і скварись, і пряжись да з-під сковороди не розширяйсь: як орел у полі літає, крилами полум'я погашає…».
Стримувальну силу сковороди видно й з тієї ролі, яку вона відіграє в магічному поборюванні пиятства: "Чоловікові, щоб не упитись, треба знайти на дорозі верьовку і, зв'язавши кінцями всередину, палити на сковородні, а як верьовка загориться, говорити тричі: «Так, як ця верьовка зав'язана, так би мені, рабові Божому, зав'язало від усякого п'янства мисленого…» Як та верьовка згорить, то давати її пити в будь-чім.

## Етимологія
Слово сковорода походить від давньоруського сковорода́, що з праслов'янського *skovordà; подальші зв'язки не з'ясовані, зіставляється з давньоіндійським скарт-ізан — «казан, сковорода». 
Слово пательня запозичене з польської мови patelnia й походить посередництвом латини patella з дав.-гр. πατάνη — «миска». 
Слово панва запозичене з польської мови й походить давньонімецького phanna — «сковорода», яке зводиться до латинського patina — «миска».

## Галерея

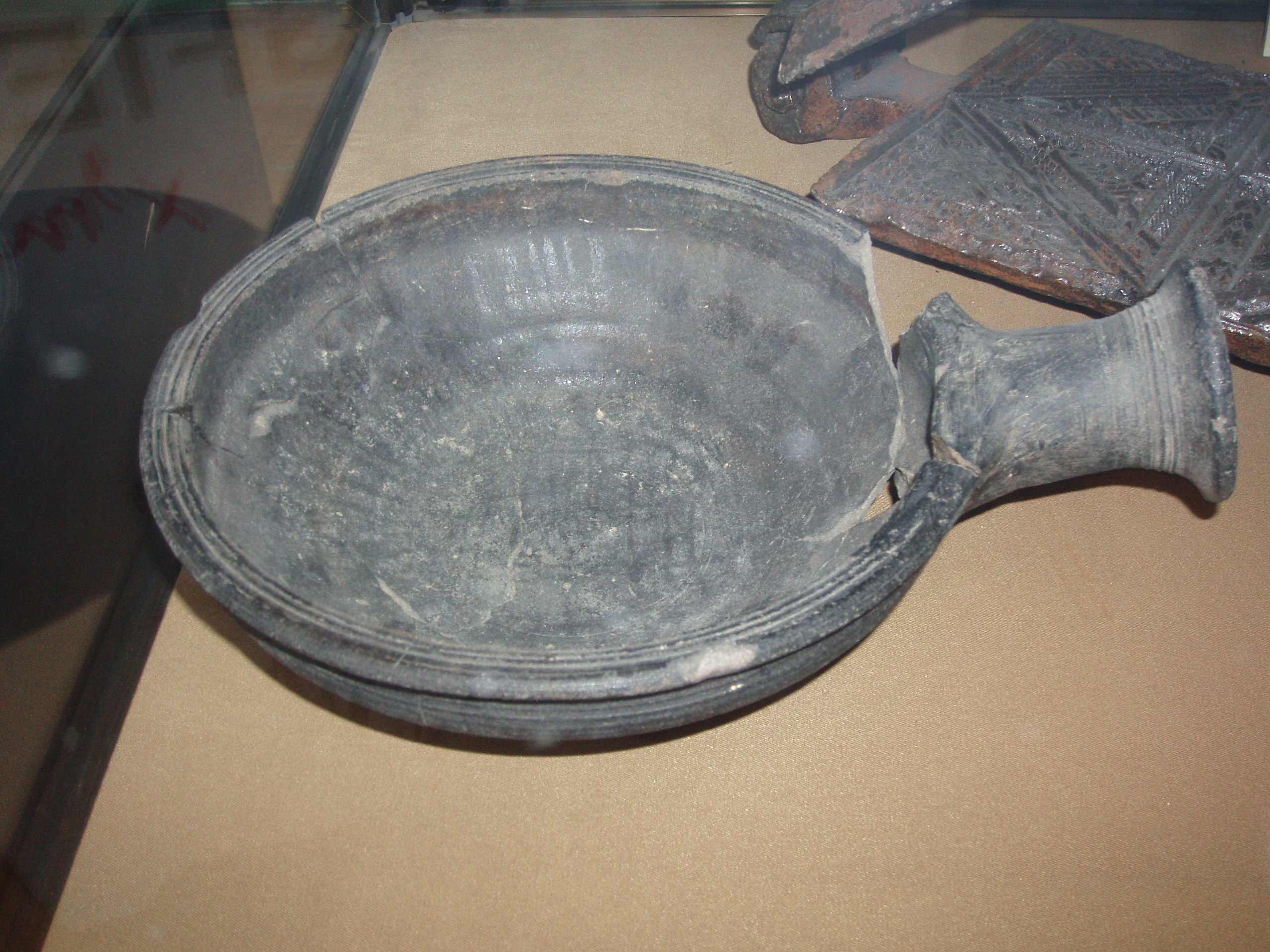
Сковорода XVIII ст.
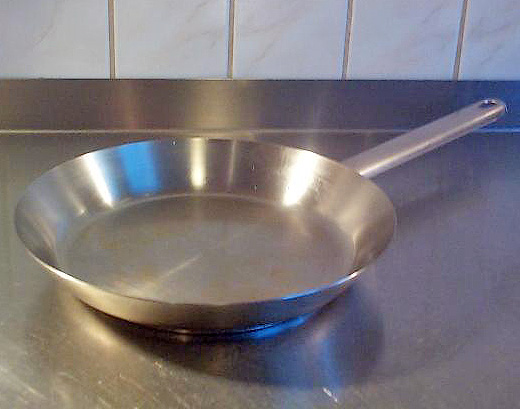
Сковорода із неіржавної сталі
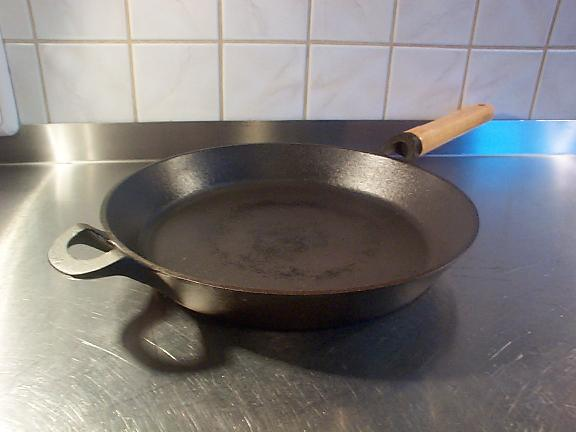
Сковорода з чавуну
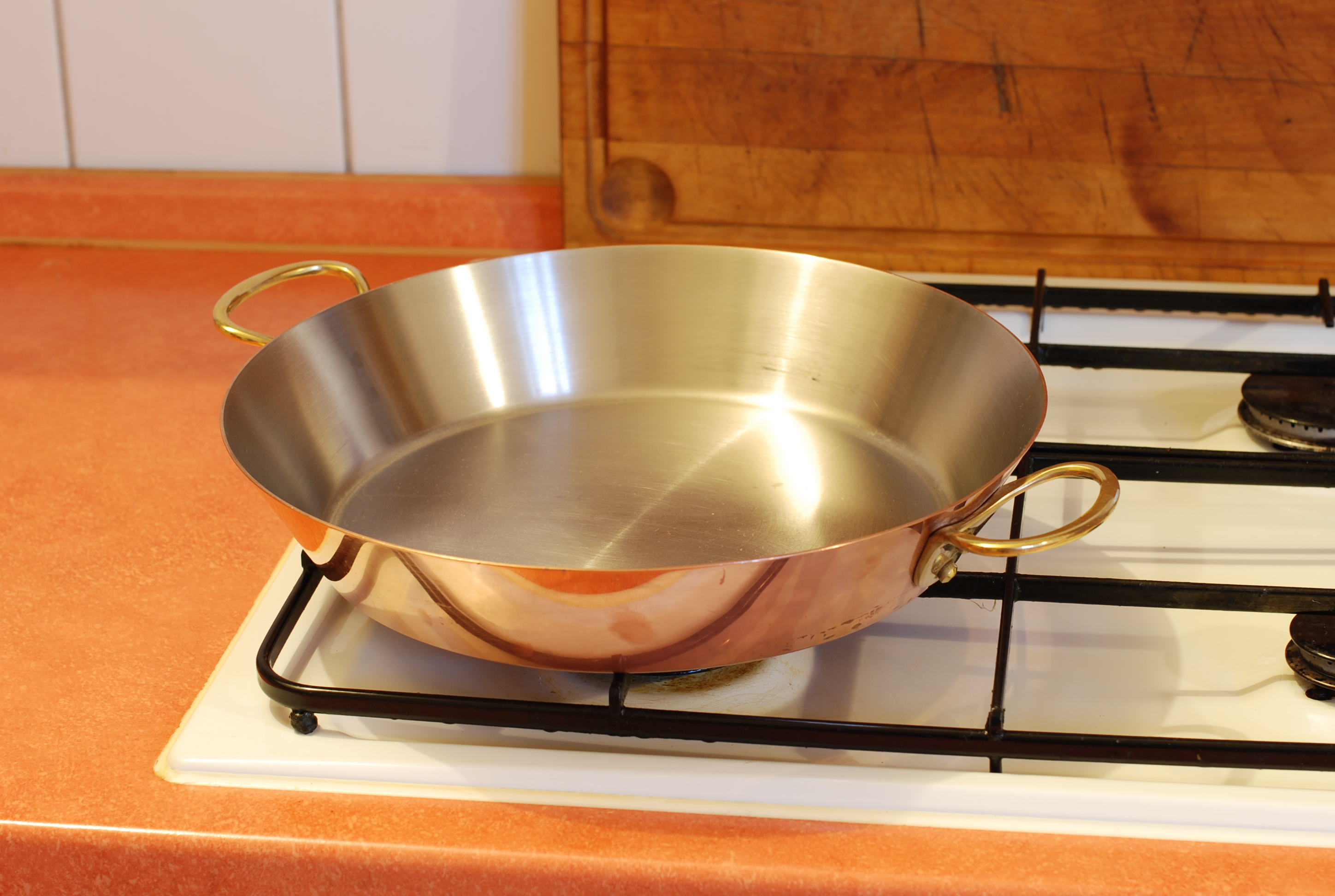
Мідна сковорода для паельї
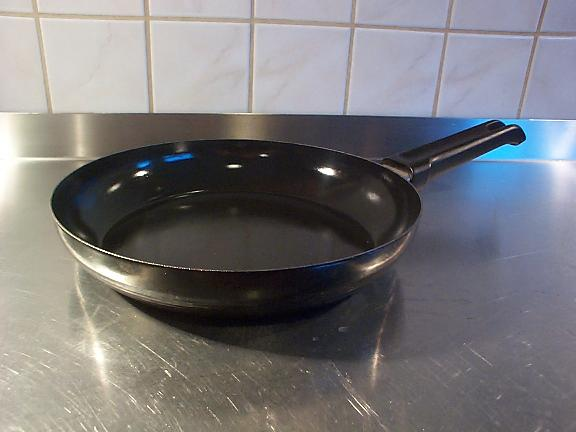
Емальована сковорода
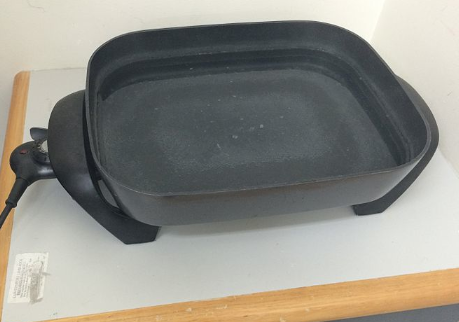
Електрична сковорода